# Bowen Becker
Pour les articles homonymes, voir Becker.
Bowen Becker, né le 7 juillet 1997, est un nageur américain spécialiste du sprint en nage libre.

## Carrière
Il remporte la médaille d'or du relais 4 × 100 mètres nage libre aux Jeux olympiques d'été de 2020 à Tokyo.